# Staszów
Staszów este un oraș în Polonia.
Înainte de al doilea război mondial acest oraș a fost un Yiddische Schtetl (un oraș evreiesc din Europa de est). În timpul al doilea război mondial, la 8 noiembrie 1942 un masacru uriaș a avut loc în oraș și mulți evrei au fost uciși. Această zi este cunoscut sub numele de "Black Sunday" (Duminica neagră).